# Большой Косогол
Большо́й Косого́л — деревня в Качугском районе Иркутской области России. Входит в Бирюльское муниципальное образование. 
Находится на левом берегу устья реки Инды (близ впадения её в Ногай, левую протоку Лены), в 20 км к юго-западу от центра сельского поселения, села Бирюлька, в 39 км к юго-востоку от Качуга.

## Население
| 2002 | 2010 | 2011 | 2012 |
| ---- | ---- | ---- | ---- |
| 175  | ↘107 | →107 | ↗110 |

По данным Всероссийской переписи, в 2010 году в деревне проживало 107 человек (48 мужчин и 59 женщин).

## Топонимика
Среди жителей населённых пунктов Большие Голы, Малые Голы и Косогол бытует легенда, будто основали их три брата: большой голый, малый голый и косой голый. Иногда добавляют и четвёртого брата — босого голого, объясняя его прозвищем название деревни Босогол. Однако, данная легенда является плодом народной этимологии.
По предположению краеведа и журналиста Геннадия Бутакова населённый пункт могли основать выходцы с берегов озера Косогол (Хубсугул), что расположено в Монголии.